# Romance (poésie)
Pour les articles homonymes, voir Romance.
Ne doit pas être confondu avec Romance (genre littéraire).
Pour le genre littéraire espagnol, voir Romancero.
La romance est un genre littéraire poétique populaire, apparu en France au XVIIIe siècle. Il a rapidement gagné le monde de la musique et de nombreux opéras et vaudevilles en ont abondamment usé.